# Перек, Мари-Жозе
Мари́-Жозе́ Пере́к (фр. Marie-José Pérec; род. 9 мая 1968, Бас-Тер) — французская легкоатлетка, специалистка в беге на 200 и 400 метров. Трёхкратная олимпийская чемпионка, двукратная чемпионка мира и двукратная чемпионка Европы. Единственная французская легкоатлетка, трижды первенствовавшая на Олимпийских играх.

## Биография
Мари-Жозе (часто неформально её называли Мари-Жо) Перек родилась 9 мая 1968 года в административном центре заморского департамента Гваделупа — городе Бас-Тер. В 16 лет переехала жить в Париж. В 1988 году была включена в национальную легкоатлетическую команду.
Первым большим успехом спортсменки стал чемпионат мира 1991 в Токио, где она стала чемпионкой на дистанции 400 м. Это сделало её главной фавориткой на этой дистанции на Олимпийских играх 1992 года в Барселоне. Мари-Жо оправдала прогнозы, выиграв финал четырёхсотметровки с результатом 48,83. Перек стала единственной в олимпийском финале, кто смог выбежать из 49 секунд; а также первой французской легкоатлеткой, победившей на Олимпиаде с 1968 года, когда ту же дистанцию выиграла Колетт Бессон.
На чемпионате мира 1995 года в шведском Гётеборге она вновь стала первой. На 1996 год пришёлся пик карьеры спортсменки, на Олимпийских играх 1996 года в Атланте она приняла решение стартовать кроме 400-метровой дистанции ещё и на непривычной для себя дистанции вдвое короче. К удивлению многих, она победила в обеих дисциплинах, сделав редкий золотой дубль 200 метров/400 метров. На своей коронной дистанции она установила олимпийский рекорд — 48,25 сек, впервые в истории выиграв 400 м на двух Олимпиадах подряд; а на двухстах метрах сумела опередить всех сильнейших спринтерш включая Мерлин Отти и Мэри Оньяли. Интересно, что на этих же Играх золотой дубль на тех же дистанциях у мужчин сделал американский легкоатлет Майкл Джонсон, но 20 минутами позже Перек.
Кроме побед на Олимпийских играх и мировых чемпионатах, Перек также победила на европейском первенстве 1994 года в Хельсинки на дистанции 400 метров и в составе французской эстафеты 4х400 метров.
Перек готовилась к старту и на третьей для себя Олимпиаде в Сиднее в 2000 году. Однако, ещё до начала Игр, спортсменка внезапно покинула Олимпийскую деревню и улетела из Австралии, объяснив это тем, что подвергается угрозам и преследованиям со стороны неизвестных. Во время промежуточной посадки в аэропорту Сингапура Перек и её бойфренд, завершивший карьеру бегун Антуан Мэйбенк, были задержаны и провели 11 часов в полиции за то, что Мэйбенк, защищавший, по его словам, подругу, избил оператора австралийского телевидения.
Точные причины, побудившие Перек совершить этот экстраординарный поступок, до сих пор не выяснены. Сама спортсменка объясняет это угрозами, которым она подверглась в Австралии. Угрозы, если они имели место, возможно, были связаны с тем, что Перек была единственной реальной соперницей австралийской бегуньи Кэти Фримен, любимицы всей нации, которой даже была доверена честь зажигать огонь Игр, и которая в отсутствие знаменитой француженки одержала уверенную победу. Возможно, Перек просто испугалась более молодой и находящейся на пике карьеры австралийки. Отдельные австралийские СМИ намекали на то, что Перек боялась допингового разоблачения, хотя анализы накануне Игр показали отсутствие в её крови запрещённых препаратов.
Перек пыталась вернуться на беговую дорожку перед домашним чемпионатом мира 2003 года в Париже, однако получила тяжёлую травму и завершила карьеру. После ухода из спорта некоторое время работала тренером и вела программы на телевидении.
30 марта 2010 года родила сына.
26 июля 2024 года вместе с Тедди Ринером зажгла огонь летних Олимпийских игр в Париже.